# Fax (slak)
Fax is een geslacht van weekdieren uit de klasse van de Gastropoda (slakken).

## Soorten
- Fax grandior (Verco, 1908)
- Fax molleri (Iredale, 1931)
- Fax tabidus (Hedley, 1904)
- Fax tenuicostatus (Tenison-Woods, 1876)